# Rapagnano
Rapagnano es una localidad y comune italiana de la provincia de Fermo, región de las Marcas, con 2015 habitantes.

## Evolución demográfica
| Gráfica de evolución demográfica de Rapagnano entre 1861 y 2001 |
|                                                                 |
| Fuente ISTAT - elaboración gráfica de Wikipedia                 |